# Liste der denkmalgeschützten Objekte in Wien/Wieden
Die Liste der denkmalgeschützten Objekte in Wien-Wieden enthält die 96 denkmalgeschützten unbeweglichen Objekte des 4. Wiener Gemeindebezirks Wieden.

## Denkmäler
| Foto  |                 | Denkmal | Standort                                            | Beschreibung | Metadaten |
| ----- | --------------- | --- | --------------------------------------------------- | --- | --- |
| ja    | Datei hochladen | Denkmal Christoph Willibald Gluck HERIS-ID: 25552 Objekt-ID: 21984 Wien Kulturgut: 43442                                                         | gegenüber Argentinierstraße 4–6 Standort KG: Wieden | Diese ganzfigurige Porträtstatue von Christoph Willibald Gluck ist mit Max Kremser 1940 nach V. Pilz 1865 bezeichnet. | BDA-Hist.: Q37894776 Status: § 2a Stand der BDA-Liste: 2025-06-30 Name: Denkmal Christoph Willibald Gluck GstNr.: 3/1 Gluck monument, Vienna                                                                   |
| ja    | Datei hochladen | Wohnhaus HERIS-ID: 6173 Objekt-ID: 2048 | Argentinierstraße 8 Standort KG: Wieden             | Dieses additiv gegliederte späthistoristische Wohnhaus mit seichtem Eckrisaliten wurde 1905 von Franz Kupka und Gustav Orglmeister erbaut. Das Stiegenhaus hat secessionistische Glasfenster und ein Deckengemälde Nacht-Morgen, das mit A. D. Goltz bezeichnet ist. | BDA-Hist.: Q37881868 Status: § 2a Stand der BDA-Liste: 2025-06-30 Name: Wohnhaus GstNr.: 629/1 Argentinierstraße 8, Vienna                                                                                     |
| ja    | Datei hochladen | Bürgerhaus HERIS-ID: 25690 Objekt-ID: 22133 | Argentinierstraße 18 Standort KG: Wieden            | Dieses schmale Vorstadtbürgerhaus mit Giebelaufsatz wurde 1831 erbaut und 1890 sowie 1904 verändert. Das Ladenportal stammt aus der zweiten Hälfte des 19. Jahrhunderts und die Einrichtung aus den 1920er / 1930er-Jahren. | BDA-Hist.: Q37895822 Status: Bescheid Stand der BDA-Liste: 2025-06-30 Name: Bürgerhaus GstNr.: 583 |
| ja    | Datei hochladen | Funkhaus, ORF HERIS-ID: 23728 Objekt-ID: 20090                                                                                                   | Argentinierstraße 30, 30A Standort KG: Wieden       | Das ehemalige Hauptgebäude der RAVAG ist einer der wenigen anspruchsvollen öffentlichen Großbauten der 1930er-Jahre in Wien. Es stammt von Clemens Holzmeister aus den Jahren 1935–1939 (Mitarbeit Heinrich Schmid und Hermann Aichinger), wobei ältere Bausubstanz verwendet wurde, die teilweise bis 1864 zurückgeht. Es ist ein großer, asymmetrischer Baukomplex mit einer zweiteiligen Fassade zur Argentinierstraße. Es gibt vier Hauptgeschoße mit rasterartig rahmenlos eingeschnittenen Fenstern, darüber befindet sich eine schmale Attikazone, die eine dichte Reihe schmaler, hochrechteckiger Fenster aufweist. Der Portalbereich ist durch mächtige Steinpfeiler gegliedert. | BDA-Hist.: Q1474434 Status: § 2a Stand der BDA-Liste: 2025-06-30 Name: Funkhaus, ORF GstNr.: 481/1 Funkhaus Argentinierstraße                                                                                  |
| ja    | Datei hochladen | Wohn- und Geschäftshaus, Bürgerhaus HERIS-ID: 25186 Objekt-ID: 21602                                                                             | Favoritenstraße 2 Standort KG: Wieden               | Dieses klassizistische Zinshaus, das die Formen gleichzeitiger Monumentalgebäude übernimmt wurde 1802 von Franz Wipplinger erbaut. Die Hauptfront weist eine korinthische Kolossalpilasterordnung auf, die Fassade insgesamt ist von Bändern mit Masken- und Girlandendekor überzogen. Es hat ein mächtiges Satteldach mit Dachhäuschen und Dachreiter. Im Hof gibt es einen Hausbrunnen mit Zeusmaske. | BDA-Hist.: Q81930052 Status: Bescheid Stand der BDA-Liste: 2025-06-30 Name: Wohn- und Geschäftshaus, Bürgerhaus GstNr.: 549 Favoritenstraße 2                                                                  |
| ja    | Datei hochladen | Ehem. Palais Erzherzog Carl Ludwig HERIS-ID: 26286 Objekt-ID: 22757                                                                              | Favoritenstraße 7 Standort KG: Wieden               | Dieses im Kern spätbarocke Stadtpalais mit Ehrenhofanlage wurde im 19. Jahrhundert mehrfach umgebaut. Das ursprüngliche barocke Schlösschen stammt aus dem Jahr 1780 von Adalbertus Hild, 1872/73 erfolgte der wichtigste Umbau durch Heinrich von Ferstel. Die zweigeschoßige Hoffassade weist einen flachen Mittelrisaliten mit Vorhalle und Altan auf, die Seitenachsen werden durch unterschiedliche Dachgestaltung akzentuiert. Auf dem mittleren Dachgiebel befindet sich das Habsburg-Lothringische Hauswappen, daran schließt eine puttenbesetzte Attika an. Das Innere stammt überwiegend aus dem 19. Jahrhundert in Neorenaissance- und Neobarockformen. | BDA-Hist.: Q2046962 Status: Bescheid Stand der BDA-Liste: 2025-06-30 Name: Ehem. Palais Erzherzog Carl Ludwig GstNr.: 578/1 Palais Erzherzog Carl Ludwig                                                       |
| ja    | Datei hochladen | Geschäftslokal, Schutzengel-Apotheke HERIS-ID: 28035 Objekt-ID: 24586                                                                            | Favoritenstraße 9–11 Standort KG: Wieden            | Die Apotheke befindet sich im Haus Zur Flucht nach Ägypten, das 1835 erbaut wurde. Die Einrichtung stammt aus dem 3. Viertel des 19. Jahrhunderts, die Fassade aus der Zeit um 1930 von Ludwig Tremmel. Zwischen Majolikaplatten und wuchtigen Fensterrahmungen befinden sich zwei Majolikareliefs: ein Schutzengel und eine Äskulapschlange. | BDA-Hist.: Q37917422 Status: Bescheid Stand der BDA-Liste: 2025-06-30 Name: Geschäftslokal, Schutzengel-Apotheke GstNr.: 577 Schutzengel-Apotheke, Favoritenstraße                                             |
| ja    | Datei hochladen | Ehem. kaiserliches Lustschloß Favorita, Theresianum und Diplomatische Akademie HERIS-ID: 25376 Objekt-ID: 21803                                  | Favoritenstraße 15, 15A Standort KG: Wieden         | Die mehrhöfige, eine ausgedehnte Gartenanlage aufweisende und die untere Favoritenstraße dominierende Anlage des Gymnasiums Theresianum ist aus einem kaiserlichen Lustschloss hervorgegangen, das bis 1615 zurückgeht. 1642–1645 wurde von Giovanni Battista Carlone ein Lustgarten angelegt, 1687–1693 erfolgte ein Neubau (wahrscheinlich nach Kriegsschäden) nach Plänen von Giovanni Pietro Tencalla. Nach 1735 wurde es wahrscheinlich von Nikolaus Pacassi erweitert. Nach dem Verkauf an die Jesuiten 1746 wurde es zu einem Kolleg umgebaut. 1797 erfolgte die Neueröffnung nach der Aufhebung des Jesuitenordens. Nach 1804 erfolgte ein Umbau im klassizistischen Sinn, insbesondere der fünfachsige Mittelrisalit stammt aus dieser Zeit. Mit der Vereinigung des Theresianums mit der Orientalischen Akademie 1883 wurde ein zusätzlicher Trakt dazugebaut. Die Kapelle aus dem 17. Jahrhundert wurde im 3. Viertel des 18. Jahrhunderts umgebaut, wahrscheinlich von Johann Ferdinand Hetzendorf von Hohenberg.                                                                                           | BDA-Hist.: Q108180197 Status: Bescheid Stand der BDA-Liste: 2025-06-30 Name: Ehem. kaiserliches Lustschloß Favorita, Theresianum und Diplomatische Akademie GstNr.: 477/1 Neue Favorita                        |
| ja    | Datei hochladen | Bürgerhaus HERIS-ID: 26288 Objekt-ID: 22759 | Floragasse 5 Standort KG: Wieden                    | Dieses Biedermeier-Vorstadthaus wurde 1828 von Phillip Brandl erbaut und im 2. Viertel des Jahrhunderts an der Fassade verändert. Es hat einen flach gequaderten Mittelrisaliten und weist reichen Reliefschmuck mit Muschel-, Adlerreliefs und Palmetten auf. | BDA-Hist.: Q37901047 Status: Bescheid Stand der BDA-Liste: 2025-06-30 Name: Bürgerhaus GstNr.: 496 Floragasse 5                                                                                                |
| ja    | Datei hochladen | Wohnhaus HERIS-ID: 26290 Objekt-ID: 22761 | Frankenberggasse 3 Standort KG: Wieden              | Dieses Haus wurde 1910 von Emil Hoppe, Marcel Kammerer und Otto Schönthal umgebaut, insbesondere die Fassadengestaltung stammt aus dieser Zeit. Der Dekor konzentriert sich vor allem im Erdgeschoß, wo flache Rautenfelder und stilisierte Blumenkorbreliefs in der Art der Wiener Werkstätte zu sehen sind. Das Portalsturzfeld ist mit einem Glas-Majolika-Mosaik (Figur mit Tauben) von Leopold Forstner ausgestattet. | BDA-Hist.: Q37901073 Status: Bescheid Stand der BDA-Liste: 2025-06-30 Name: Wohnhaus GstNr.: 620/6 Frankenberggasse 3                                                                                          |
| ja    | Datei hochladen | Wohnhaus HERIS-ID: 89444 Objekt-ID: 104075 | Frankenberggasse 7 Standort KG: Wieden              | Dieses Haus wurde 1881 von Friedrich Schachner erbaut, es hat eine palaisartige Fassade in Spätrenaissanceformen, deren Dekor sich auf die Beletage konzentriert. | BDA-Hist.: Q37737874 Status: Bescheid Stand der BDA-Liste: 2025-06-30 Name: Wohnhaus GstNr.: 618/1 Frankenberggasse 7                                                                                          |
| ja    | Datei hochladen | Wohnhaus, Zur goldenen Uhr HERIS-ID: 26291 Objekt-ID: 22762                                                                                      | Freundgasse 5 Standort KG: Wieden                   | Die Freundgasse bildet auf der ungeraden Seite ein bemerkenswert einheitliches Ensemble josephinischer Bauten (Ende des 18. Jahrhunderts) mit Plattenfassaden. | BDA-Hist.: Q37901089 Status: Bescheid Stand der BDA-Liste: 2025-06-30 Name: Wohnhaus, Zur goldenen Uhr GstNr.: 909 Freundgasse 5, Vienna                                                                       |
| ja    | Datei hochladen | Wohnhaus, Zum König David HERIS-ID: 26287 Objekt-ID: 22758                                                                                       | Freundgasse 7 Standort KG: Wieden                   | Die Freundgasse bildet auf der ungeraden Seite ein bemerkenswert einheitliches Ensemble josephinischer Bauten (Ende des 18. Jahrhunderts) mit Plattenfassaden. | BDA-Hist.: Q37901032 Status: Bescheid Stand der BDA-Liste: 2025-06-30 Name: Wohnhaus, Zum König David GstNr.: 908 Freundgasse 7, Vienna                                                                        |
| ja    | Datei hochladen | Wohnhaus HERIS-ID: 23224 Objekt-ID: 19574 | Freundgasse 9 Standort KG: Wieden                   | Die Freundgasse bildet auf der ungeraden Seite ein bemerkenswert einheitliches Ensemble josephinischer Bauten (Ende des 18. Jahrhunderts) mit Plattenfassaden. | BDA-Hist.: Q37875056 Status: Bescheid Stand der BDA-Liste: 2025-06-30 Name: Wohnhaus GstNr.: 905 Freundgasse 9, Vienna                                                                                         |
| ja    | Datei hochladen | Wohnhaus, Zum hl. Florian HERIS-ID: 23225 Objekt-ID: 19575                                                                                       | Freundgasse 11 Standort KG: Wieden                  | Die Freundgasse bildet auf der ungeraden Seite ein bemerkenswert einheitliches Ensemble josephinischer Bauten (Ende des 18. Jahrhunderts) mit Plattenfassaden. | BDA-Hist.: Q37875070 Status: Bescheid Stand der BDA-Liste: 2025-06-30 Name: Wohnhaus, Zum hl. Florian GstNr.: 904 Freundgasse 11, Vienna                                                                       |
| ja    | Datei hochladen | Wohnhaus, Zum blauen Herrgott HERIS-ID: 23226 Objekt-ID: 19576                                                                                   | Freundgasse 13 Standort KG: Wieden                  | Die Freundgasse bildet auf der ungeraden Seite ein bemerkenswert einheitliches Ensemble josephinischer Bauten (Ende des 18. Jahrhunderts) mit Plattenfassaden. Dieses Haus weist zusätzlich ein Türsturzrelief auf. | BDA-Hist.: Q37875084 Status: § 2a Stand der BDA-Liste: 2025-06-30 Name: Wohnhaus, Zum blauen Herrgott GstNr.: 903 Freundgasse 13, Vienna                                                                       |
| ja    | Datei hochladen | Miethaus HERIS-ID: 4387 Objekt-ID: 230 | Goldeggasse 5 Standort KG: Wieden                   | Dieses Haus ist ein Beispiel für die strenghistoristische Bebauung vor allem der ungeraden Seite der Goldeggasse aus dem 3. Viertel des 19. Jahrhunderts. | BDA-Hist.: Q37902242 Status: Bescheid Stand der BDA-Liste: 2025-06-30 Name: Miethaus GstNr.: 248/3 |
| ja    | Datei hochladen | Wohnhaus HERIS-ID: 4388 Objekt-ID: 231 | Goldeggasse 6 Standort KG: Wieden                   | Dieses Biedermeierhaus mit flachem Mittelrisaliten und Gitterbalkon wurde 1829 erbaut und um 1836 aufgestockt. | BDA-Hist.: Q37902750 Status: Bescheid Stand der BDA-Liste: 2025-06-30 Name: Wohnhaus GstNr.: 204 Goldeggasse 6, Vienna                                                                                         |
| ja    | Datei hochladen | Volksschule der Stadt Wien HERIS-ID: 4390 Objekt-ID: 233                                                                                         | Graf-Starhemberg-Gasse 8–10 Standort KG: Wieden     | Der Vordertrakt zur Waltergasse hin schließt an einen älteren Trakt aus 1883 an und wurde 1909/10 von Walter König erbaut. Es handelt sich um ein typisches Beispiel der Beibehaltung strenghistoristischer Formen im ärarischen Zweckbau. Der Baublock steht an drei Seiten frei, zur Waltergasse ist er mit einem Risaliten mit ionischen Riesenpilastern und abschließendem Mansarddach zentriert. Seitlich an den Obergeschoßen sind überlebensgroße Reliefs (Mädchenerziehung (bezeichnet A. Saff) und Knabenerziehung (bezeichnet E. A. Swoboda)) zu sehen. | BDA-Hist.: Q37904368 Status: § 2a Stand der BDA-Liste: 2025-06-30 Name: Volksschule der Stadt Wien GstNr.: 433 Volksschule Waltergasse, Wieden                                                                 |
| ja    | Datei hochladen | Mietpalais HERIS-ID: 23214 Objekt-ID: 19563 | Gußhausstraße 4 Standort KG: Wieden                 | Dieses späthistoristische Mietpalais mit reichem neobarockem Dekor wurde 1902 von Eduard Prandl erbaut. Die erkerartig vorgewölbte Mittelachse ist durch eine Attika mit Ovalfenster überhöht. Das erste Obergeschoß weist reich gerahmte Rundbogenfenster und ein nach unten abschließendes Kranzgesims auf. | BDA-Hist.: Q37874948 Status: Bescheid Stand der BDA-Liste: 2025-06-30 Name: Mietpalais GstNr.: 12/1 Gußhausstraße 4, Vienna                                                                                    |
| ja    | Datei hochladen | Wohnhaus HERIS-ID: 47631 Objekt-ID: 50837 | Gußhausstraße 14 Standort KG: Wieden                | Dieses Haus ist die Fortsetzung des Hauses Argentinierstraße 8 und stammt wie dieses von Franz Kupka und Gustav Orglmeister aus dem Jahr 1905. | BDA-Hist.: Q38027721 Status: Bescheid Stand der BDA-Liste: 2025-06-30 Name: Wohnhaus GstNr.: 629/2 Gußhausstraße 14, Vienna                                                                                    |
| ja    | Datei hochladen | Altes Elektrotechnisches Institut der Technischen Universität HERIS-ID: 4903 Objekt-ID: 761                                                      | Gußhausstraße 25 Standort KG: Wieden                | Dieser große ärarische Zweckbau in späthistoristischen Formen wurde 1900–1903 erbaut. Ein Risalit tritt seicht hervor, die Attika wurde durch ein Dachgeschoß ersetzt. | BDA-Hist.: Q38103297 Status: § 2a Stand der BDA-Liste: 2025-06-30 Name: Elektrotechnisches Institut der Technischen Universität Wien GstNr.: 594/3 Gußhausstraße 25, Vienna                                    |
| ja    | Datei hochladen | Makart-Atelier, sog. Makartschlössl und Reste des Gusshauses HERIS-ID: 97015 Objekt-ID: 112704seit 2018                                          | hinter Gußhausstraße 25 Standort KG: Wieden         | Vor 1900 befand sich an dieser Stelle das k.u.k. Erzgusshauses. Die dahinterstehende Villa ist das Wohn- und Sterbehaus von Hans Makart. Anmerkung: Seit 2018 als eigener Eintrag, vorher unter dem Eintrag des elektrotechnischen Instituts subsumiert | BDA-Hist.: Q105082473 Status: § 2a Stand der BDA-Liste: 2025-06-30 Name: Makart-Atelier, sog. Makartschlössl und Reste des Gusshauses GstNr.: 594/3 Residence of Hans Makart                                   |
| ja    | Datei hochladen | Pfarrkirche Hl. Karl Borromäus (Karlskirche) HERIS-ID: 25554 Objekt-ID: 21986                                                                    | Karlsplatz 10 Standort KG: Wieden                   | Als einer der bedeutendsten Kirchenbauten des österreichischen Barock stellt die Karlskirche eines der Hauptwerke von Johann Bernhard Fischer von Erlach dar. Sie wurde von Kaiser Karl VI. zur Abwendung der Pest 1713 gelobt, 1716 erfolgte die Grundsteinlegung. Der Bau wurde erst 1739 endgültig vollendet, wobei die Pläne (insbesondere das Aussehen der Kuppel betreffend) von Fischers Sohn abgeändert wurden, der nach dem Tod des Vaters 1723 die Bauleitung übernahm. Das symbolische Programm wurde von Carl Gustav Heraeus entworfen und verknüpft die Verehrung von Karl Borromäus mit imperialer Symbolik, wie sie insbesondere in den der Trajanssäule nachempfundenen Triumphsäulen sichtbar wird. Die beiden Engelsstatuen beidseitig der Eingangstreppe stammen von Franz Caspar. Im Inneren befindet sich ein bedeutendes Kuppelfresko von Johann Michael Rottmayr. Das Hochaltarbild stammt von Ferdinand Maximilian Brokoff nach Entwürfen des älteren Fischer von Erlach, bei den Seitenaltären sind Gemälde unter anderem von Daniel Gran, Martino Altomonte und Jacob van Schuppen vertreten. | BDA-Hist.: Q408847 Status: § 2a Stand der BDA-Liste: 2025-06-30 Name: Kath. Pfarrkirche Hl. Karl Borromäus (Karlskirche) GstNr.: 1 Karlskirche, Vienna                                                         |
| ja    | Datei hochladen | Historisches Museum der Stadt Wien/Wien Museum HERIS-ID: 5222 Objekt-ID: 1084                                                                    | Karlsplatz 8 Standort KG: Wieden                    | Dieser klar strukturierte Bau ist als Ostabschluss des Karlsplatzes von städtebaulicher Bedeutung. Er wurde 1954–1959 von Oswald Haerdtl erbaut, wodurch eine jahrzehntelange Diskussion um Bau und Standort des Museums beendet wurde. 2019–2023 erfolgte eine Aufstockung. | BDA-Hist.: Q50379321 Status: § 2a Stand der BDA-Liste: 2025-06-30 Name: Historisches Museum der Stadt Wien/Wien Museum GstNr.: 1546/10 Main building of Wien Museum Karlsplatz                                 |
| ja    | Datei hochladen | Technische Universität Wien HERIS-ID: 21130 Objekt-ID: 17445                                                                                     | Karlsplatz 12, 13 Standort KG: Wieden               | Dieser mehrhöfige Baukomplex am Südrand des Karlsplatzes wurde in mehreren Schritten im 19. und frühen 20. Jahrhundert erbaut. Das monumentale Hauptgebäude wird von mansarddachüberhöhten Risaliten mit großer ionischer Ordnung rhythmisiert und liegt zwischen Karlskirche und evangelischer Schule. Es wurde 1816–1818 von Josef Schemerl erbaut, der Quertrakt östlich dahinter kam 1821 dazu. 1836–1839 wurde die Trakte um die beiden Haupthöfe von Joseph Mauritius Stummer hinzugefügt. 1867 und 1894 wurde Trakte aufgestockt, 1907 wurde der Trakt zur Karlsgasse hin von Karl König erbaut. Der plastische Dekor stammt von Josef Klieber, die Ausstattung des Festsaales von Peter Nobile. | BDA-Hist.: Q18413082 Status: § 2a Stand der BDA-Liste: 2025-06-30 Name: Technische Universität Wien GstNr.: 647/1, 647/3 Hauptgebäude der TU Wien                                                              |
| ja    | Datei hochladen | Evang. Schule HERIS-ID: 24020 Objekt-ID: 20393                                                                                                   | Karlsplatz 14 Standort KG: Wieden                   | Dieser an einem städtebaulich exponierten Ort sich befindliche freistehende Sichtziegelbau ist eines der Hauptwerke des strengen Historismus in Wien. Erbaut wurde er 1860–1862 von Theophil Hansen. Er hat eine dreigeschoßige Hauptfassade mit einem stark hervortretenden viergeschoßigen Mittelrisaliten, die Gliederung erfolgt durch ein streng rechtwinkeliges Rastersystem. Der Mittelrisalit ist durch ein Konsolengebälk in Terrakottaformen abgeschlossen, die Fenster sind von ionischen Pilastern flankiert. Beim Portal befinden sich vier Evangelistenfiguren von Hans Gasser. | BDA-Hist.: Q37881061 Status: § 2a Stand der BDA-Liste: 2025-06-30 Name: Evang. Schule GstNr.: 659/1 Evangelische Schule, Karlsplatz                                                                            |
| ja    | Datei hochladen | Tilgner-Brunnen HERIS-ID: 5307 Objekt-ID: 1170 Wien Kulturgut: 43457                                                                             | Karlsplatz, Resselpark Standort KG: Wieden          | Der Brunnen wurde 1902 nach einem Modell von Viktor Tilgner errichtet. Er zeigt zwei Bronze-Putti an der Mittelsäule, wobei einer einen wasserspeienden Fisch und der andere eine Gans hält. Auf der granitenen Brunnenschale befinden sich noch wasserspeiende Frösche aus Bronze. | BDA-Hist.: Q2433288 Status: § 2a Stand der BDA-Liste: 2025-06-30 Name: Tilgner Brunnen GstNr.: 660/1 Tilgner-Brunnen, Karlsplatz                                                                               |
| ja    | Datei hochladen | Denkmal Siegfried Marcus HERIS-ID: 24016 Objekt-ID: 20389 Wien Kulturgut: 70978                                                                  | Karlsplatz, Resselpark Standort KG: Wieden          | Diese Porträtbüste auf reliefiertem Sockel wurde 1932 von Franz Seifert errichtet. | BDA-Hist.: Q37880990 Status: § 2a Stand der BDA-Liste: 2025-06-30 Name: Denkmal Siegfried Marcus GstNr.: 660/1 Siegfried Marcus monument, Vienna                                                               |
| ja    | Datei hochladen | Denkmal Josef Madersperger HERIS-ID: 24017 Objekt-ID: 20390 Wien Kulturgut: 70976                                                                | Karlsplatz, Resselpark Standort KG: Wieden          | Diese bronzene Porträtbüste stammt aus dem Jahr 1933 und ist mit Carl Phillip bezeichnet. | BDA-Hist.: Q37881007 Status: § 2a Stand der BDA-Liste: 2025-06-30 Name: Denkmal Josef Madersperger GstNr.: 660/1 Josef Madersperger monument, Vienna                                                           |
| ja    | Datei hochladen | Denkmal Joseph Ressel HERIS-ID: 24018 Objekt-ID: 20391 Wien Kulturgut: 43454                                                                     | Karlsplatz, Resselpark Standort KG: Wieden          | Dieses Bronzestandbild mit Schiffsrumpf und Schiffsschraube steht auf einem Stufensockel auf einem Quaderpostament mit bronzener Inschriftentafel. Es stammt von Anton Dominik Fernkorn aus dem Jahr 1863. | BDA-Hist.: Q37881025 Status: § 2a Stand der BDA-Liste: 2025-06-30 Name: Denkmal Joseph Ressel GstNr.: 660/1 Joseph Ressel Denkmal, Resselpark, Wien                                                            |
| ja    | Datei hochladen | Denkmal Johannes Brahms HERIS-ID: 24019 Objekt-ID: 20392 Wien Kulturgut: 43440                                                                   | Karlsplatz, Resselpark Standort KG: Wieden          | Dieses Denkmal zeigt den Komponisten sitzend auf einem breiten Stufensockel, er wird von einem weiblichen Genius mit Lyra flankiert. Es stammt von Rudolf Weyr aus dem Jahr 1908 (Enthüllung). | BDA-Hist.: Q37881044 Status: § 2a Stand der BDA-Liste: 2025-06-30 Name: Denkmal Johannes Brahms GstNr.: 1545/1 Johannes Brahms Denkmal, Vienna                                                                 |
| ja    | Datei hochladen | Wohnhaus, Sterbehaus von Franz Schubert HERIS-ID: 24839 Objekt-ID: 21248                                                                         | Kettenbrückengasse 6 Standort KG: Wieden            | Dieses biedermeierliche Vorstadtwohnhaus mit platzlgewölbter Einfahrt wurde 1828 von Franz Reymund erbaut. Die ehemalige Wohnung Franz Schuberts ist nunmehr ein Teil des Wien Museums. | BDA-Hist.: Q37887731 Status: § 2a Stand der BDA-Liste: 2025-06-30 Name: Wohnhaus, Sterbehaus von Franz Schubert GstNr.: 850 Schubert Sterbehaus                                                                |
| ja    | Datei hochladen | Wohn- und Geschäftshaus HERIS-ID: 24840 Objekt-ID: 21249                                                                                         | Kettenbrückengasse 20 Standort KG: Wieden           | Dieses Haus wurde 1912 von Hubert und Franz Gessner erbaut. Es hat einen flachen Mittelerker mit Gitterbalkons in der gekehlten Mittelachse. Der Eingangsbereich weist es farbig verglaste Oberlichten und einen neoklassizistischen Palmettendekor auf. | BDA-Hist.: Q37887750 Status: Bescheid Stand der BDA-Liste: 2025-06-30 Name: Wohn- und Geschäftshaus GstNr.: 833 Kettenbrückengasse 20, Vienna                                                                  |
| ja    | Datei hochladen | Ehem. Bad, heute Rauchfangkehrer-Museum und Bezirksmuseum Wieden HERIS-ID: 22737 Objekt-ID: 19076                                                | Klagbaumgasse 4 Standort KG: Wieden                 | Die beiden Museen sind in einem ehemaligen Tröpferlbad untergebracht, das 1892 vom Architekten Schlimpenfeind erbaut wurde. | BDA-Hist.: Q854318 Status: § 2a Stand der BDA-Liste: 2025-06-30 Name: Ehem. Bad, heute Rauchfangkehrer-Museum GstNr.: 1063 Klagbaumgasse 4                                                                     |
| ja    | Datei hochladen | Pfarrhof, Kreuzherrenhof HERIS-ID: 4899 Objekt-ID: 757                                                                                           | Kreuzherrengasse 1 Standort KG: Wieden              | Das Ordenshaus des Ritterlichen Kreuzherrenordens zu Prag dient als Pfarrhof der Karlskirche. Es wurde 1897/98 von Julius und Karl Mayreder erbaut. Der mächtige Bau in barockklassizistischen Formen ist symmetrisch gegliedert, die Mittel- und Seitenrisalite sind durch Giebel und Dachaufsätze betont. Auf dem barockisierenden Mittelportal befindet sich eine von Putten gehaltene Sturzkartusche mit Ordenswappen und Vasen, darüber ist eine Aufsatznische mit der Figur des Heiligen Karl Borromäus. Anmerkung: Identadresse Gußhausstraße 10-12 | BDA-Hist.: Q38102128 Status: § 2a Stand der BDA-Liste: 2025-06-30 Name: Pfarrhof, Kreuzherrenhof GstNr.: 5/6 Kreuzherrenhof                                                                                    |
| ja    | Datei hochladen | Wohnhaus HERIS-ID: 24842 Objekt-ID: 21251 | Lothringerstraße 4, 6, 8 Standort KG: Wieden        | Dieser monumentale Straßenhof wurde 1904/05 von Julius Goldschläger erbaut. Über den Sockelgeschoßen der Eckachsen befinden sich vorgewölbte Steinbalkons zwischen einer großen ionischen Doppelsäulenordnung. Die Dachzone ist durch Giebel und Attikabrüstung akzentuiert. An der Rücklage ist eine hervortretende Mittelachse zu sehen, die in barockisierenden Formen gegliedert wird. In barockisierenden Formen sind auch die Portale mit Schmiedeeisengittern gehalten. | BDA-Hist.: Q37887786 Status: Bescheid Stand der BDA-Liste: 2025-06-30 Name: Wohnhaus GstNr.: 1703/12, 1703/13, 1703/35 Lothringerstraße 4-8, Vienna                                                            |
| ja    | Datei hochladen | Wohnhaus samt Drogerie Atlantis HERIS-ID: 23229 Objekt-ID: 19579                                                                                 | Margaretenstraße 22 Standort KG: Wieden             | Dieses sachlich gegliederte Zinshaus wurde 1912 von Arthur Baron erbaut. Unterhalb einer großen Lisenengliederung befindet sich ein durchlaufender Balkon, unterhalb dessen wiederum Erkerfenster angeordnet sind. | BDA-Hist.: Q37875096 Status: Bescheid Stand der BDA-Liste: 2025-06-30 Name: Wohnhaus samt Drogerie Atlantis GstNr.: 785 Margaretenstraße 22                                                                    |
| ja    | Datei hochladen | Gartenpavillon HERIS-ID: 111714 Objekt-ID: 129709seit 2012                                                                                       | zu Mayerhofgasse 5 Standort KG: Wieden              | Im Hof dieses 1842 erbauten frühhistoristischen Hauses befindet sich ein Gartenpavillon in der Art eines klassizistischen Tempels aus der Zeit um 1810, das vermutlich zur hier befindlichen Danhauserschen Gartenanlage gehörte. | BDA-Hist.: Q37826227 Status: Bescheid Stand der BDA-Liste: 2025-06-30 Name: Gartenpavillon GstNr.: 465/1 |
| ja    | Datei hochladen | Haus Biach HERIS-ID: 25522 Objekt-ID: 21952seit 2012                                                                                             | Mayerhofgasse 20 Standort KG: Wieden                | Dieses späthistoristische Bürgerhaus in den Formen teils des Neomanierismus, teils der altdeutschen Renaissance wurde 1880 von Fellner und Helmer erbaut. Es weist einen polygonalen Erker, einen Volutengiebel und korinthische Riesenpilaster auf. | BDA-Hist.: Q37894588 Status: Bescheid Stand der BDA-Liste: 2025-06-30 Name: Haus Biach GstNr.: 517 |
| ja    | Datei hochladen | Ehemaliges Theater Mala Strana (erbaut als „Ferdinand-Saal“) und Erschließungsbereich im Ferdinand-Hof HERIS-ID: 59781 Objekt-ID: 71358seit 2013 | Mittersteig 15 Standort KG: Wieden                  | Der Ferdinand-Hof wurde 1910/11 von Franz Kupka und Gustav Orglmeister in secessionistischen Formen erbaut. Der Theatersaal stammt aus derselben Zeit von Ferdinand Böhm. | BDA-Hist.: Q38088758 Status: Bescheid Stand der BDA-Liste: 2025-06-30 Name: Theater Mala Strana/erbaut als „Ferdinand-Saal“ und Erschließungsbereich im Ferdinand-Hof GstNr.: 1045 Theater Mala Strana in Wien |
| ja    | Datei hochladen | Zauberflötenbrunnen, Mozart-Brunnen HERIS-ID: 24014 Objekt-ID: 20387 Wien Kulturgut: 43443                                                       | bei Mozartplatz 2 Standort KG: Wieden               | Dieses Denkmal ist ein wichtiges frühes Werk der secessionistischen Bildhauerkunst in Wien, es wurde 1900–1905 von Otto Schönthal (Architektur) und Carl Wollek (Bronzegruppe) errichtet. Es zeigt die „Wasserprobe“ aus der Zauberflöte. Man sieht einen flötenspielenden Tamino mit Pamina, auf dem mächtigen Steinsockel sind Fabelwesen abgebildet. | BDA-Hist.: Q1599902 Status: § 2a Stand der BDA-Liste: 2025-06-30 Name: Zauberflötenbrunnen, Mozart-Brunnen GstNr.: 1586 Mozart-Brunnen                                                                         |
| ja    | Datei hochladen | Wohnhaus HERIS-ID: 24845 Objekt-ID: 21254 | Mühlgasse 21 Standort KG: Wieden                    | Die Häuser Mühlgasse 15–25 sind ein einheitliches Ensemble frühhistoristischer Zinshäuser mit Höfen und Gärten, das 1853/54 erbaut wurde. Die schlichte, additive Fassade weist eine auf allen Häusern durchlaufende Sturzgesimsverdachung auf. | BDA-Hist.: Q37887804 Status: § 2a Stand der BDA-Liste: 2025-06-30 Name: Wohnhaus GstNr.: 759/2 |
| ja    | Datei hochladen | Wohnhaus HERIS-ID: 24846 Objekt-ID: 21255 | Mühlgasse 23 Standort KG: Wieden                    | Die Häuser Mühlgasse 15–25 sind ein einheitliches Ensemble frühhistoristischer Zinshäuser mit Höfen und Gärten, das 1853/54 erbaut wurde. Die schlichte, additive Fassade weist eine auf allen Häusern durchlaufende Sturzgesimsverdachung auf. | BDA-Hist.: Q37887821 Status: § 2a Stand der BDA-Liste: 2025-06-30 Name: Wohnhaus GstNr.: 759/2 |
| ja    | Datei hochladen | Konservatorium für Musik und dramatische Kunst, ehem. Palais Ehrbar HERIS-ID: 24847 Objekt-ID: 21256                                             | Mühlgasse 28 Standort KG: Wieden                    | Das jetzige Konservatorium wurde 1876/77 von Josef Weninger als Wohnpalais erbaut. Die Fassade ist strenghistoristisch, der Mittelrisalit ist reich dekoriert und weist Neorenaissance-Details auf. Foyer und Treppenhaus weisen Kassettendecken mit eingestellten ionischen Säulen und Pilastern auf. Der Konzertsaal des Konservatoriums ist in dieser Ausstattung erhalten. | BDA-Hist.: Q1241047 Status: Bescheid Stand der BDA-Liste: 2025-06-30 Name: Konservatorium für Musik und dramatische Kunst, ehem. Palais Ehrbar GstNr.: 806 Palais Ehrbar                                       |
| ja    | Datei hochladen | Miethaus HERIS-ID: 47627 Objekt-ID: 50828 | Paniglgasse 16 Standort KG: Wieden                  | Dieses neoklassizistische Miethaus wurde 1912/13 von Carl Caufal erbaut. Es hat einen Flacherker und seitliche Loggien. Foyer, Treppengeländer und Lift sind original erhalten, im Stiegenhaus befinden sich ornamentale Bleiglasfenster. | BDA-Hist.: Q38027700 Status: Bescheid Stand der BDA-Liste: 2025-06-30 Name: Miethaus GstNr.: 648 |
| ja    | Datei hochladen | Pfarrhof, Paulanerkloster HERIS-ID: 24009 Objekt-ID: 20382                                                                                       | Paulanergasse 6 Standort KG: Wieden                 | Der Pfarrhof der Paulanerkirche (s. u., Wiedner Hauptstraße 21) ist der letzte Rest des 1797/98 abgetragenen Klostergebäudes. Es hat kreuzgratgewölbte Räume, ein Rest des Kreuzganges ist erhalten. | BDA-Hist.: Q37880947 Status: § 2a Stand der BDA-Liste: 2025-06-30 Name: Pfarrhof, Paulanerkloster GstNr.: 547                                                                                                  |
| ja    | Datei hochladen | Kommunaler Wohnbau der Gemeinde Wien HERIS-ID: 21851 Objekt-ID: 18176 Wiener Wohnen: 524                                                         | Petzvalgasse 1–3 Standort KG: Wieden                | Diese kommunale Wohnhausanlage wurde 1928/29 von Josef Jaroslav Bayer erbaut. Sie weist Kanterkergliederung auf, die Mitte ist erhöht. Anmerkung: Bildet mit dem Gemeindebau Schelleingasse 25 eine bauliche Einheit | BDA-Hist.: Q37865304 Status: § 2a Stand der BDA-Liste: 2025-06-30 Name: Kommunaler Wohnbau der Gemeinde Wien GstNr.: 1097/3                                                                                    |
| ja    | Datei hochladen | Wohnhaus HERIS-ID: 25812 Objekt-ID: 22261 | Preßgasse 5 Standort KG: Wieden                     | Dieses Vorstadthaus mit reicher Plattenstilfassade wurde 1782 erbaut und später verändert. | BDA-Hist.: Q37896549 Status: Bescheid Stand der BDA-Liste: 2025-06-30 Name: Wohnhaus GstNr.: 893 Preßgasse 5, Vienna                                                                                           |
| ja    | Datei hochladen | Amtsgebäude, Kammer für Arbeiter und Angestellte für Wien HERIS-ID: 25370 Objekt-ID: 21796                                                       | Prinz-Eugen-Straße 20–22 Standort KG: Wieden        | Dieses weitläufige Amtsgebäude wurde 1957–1960 von Franz Mörth erbaut. Darin befinden sich Büsten von Karl Renner (Gustinus Ambrosi 1949) und Ferdinand Hanusch (Carl Gelles 1921). | BDA-Hist.: Q37892974 Status: § 2a Stand der BDA-Liste: 2025-06-30 Name: Amtsgebäude, Kammer für Arbeiter und Angestellte für Wien GstNr.: 88/1 AK-Hauptgebäude Wien                                            |
| ja    | Datei hochladen | Palais Schönburg, ehemals Gartenpalais Starhemberg HERIS-ID: 21160 Objekt-ID: 17476                                                              | Rainergasse 11 Standort KG: Wieden                  | Das ehemalige Gartenpalais Starhemberg ist ein frühes Hauptwerk von Johann Lukas von Hildebrandt in Wien, das 1700–1706 errichtet wurde. 1811 und 1841 wurde es verändert, dies betraf vor allem das Innere – die Ausstattung aus dieser Zeit ist noch erhalten. Es ist eine dreiteilige Anlage, der balustradenbekrönte Mittelteil ragt risalitartig hervor – an der Hofseite oval und an der Gartenseite flach. Er wird von zwei dreiachsigen Flügeln flankiert, die ursprünglich nur eineinhalbgeschoßig waren. Der Mittelteil enthält Saal und Vestibül. Die Bibliothek wurde 1811 von Franz Jäger eingerichtet, die Nebengebäude stammen gleichfalls aus dem ersten Viertel des 19. Jahrhunderts | BDA-Hist.: Q1453024 Status: Bescheid Stand der BDA-Liste: 2025-06-30 Name: Palais Schönburg, ehemals Gartenpalais Starhemberg GstNr.: 1139/1, 1140, 1141, 1142, 1194/2 Palais Schönburg                        |
| ja    | Datei hochladen | Ehem. Palais Thurn-Valsassina HERIS-ID: 6174 Objekt-ID: 2049seit 2017                                                                            | Rainergasse 22 Standort KG: Wieden                  | Das Palais ist eine uneinheitliche Gebäudegruppe aus mehreren selbständigen Trakten. Der Haupttrakt wurde Mitte des 18. Jahrhunderts erbaut und wahrscheinlich frühhistoristisch verändert. Der linke seitentrakt stammt aus dem Jahr 1869 von Josef Stranner, der rechte Seitentrakt aus dem Jahr 1894 von Max Kaiser. Der Haupttrakt hat einen dreiachsigen überhöhten Anbau mit korbbogigen, gerade verdachten Fenstern, der linke Seitentrakt weist Blattranken- und Maßwerkdekor auf, der rechte Seitentrakt ist zum Garten hin in neomanieristischen Formen gehalten. | BDA-Hist.: Q37882003 Status: Bescheid Stand der BDA-Liste: 2025-06-30 Name: Ehem. Palais Thurn-Valsassina GstNr.: 1114/9, 1109 Palais Thurn-Valsassina                                                         |
| ja    | Datei hochladen | Wohnhaus, Zum roten Adler HERIS-ID: 6175 Objekt-ID: 2050                                                                                         | Rechte Wienzeile 15 Standort KG: Wieden             | Dieses Haus wurde 1755/56 von Johann Pauli erbaut und 1809 adaptiert. Es ist das einzige erhaltene barocke Bürgerhaus auf der Wieden. Es ist ein viergeschoßiger Bau mit flachem dreiachsigem Mittelrisaliten, der ionische Riesenpilaster, Gesims und Lünettenfelder aufweist. Die Fenster haben unterschiedliche Rahmungen. | BDA-Hist.: Q37882113 Status: Bescheid Stand der BDA-Liste: 2025-06-30 Name: Wohnhaus, Zum roten Adler GstNr.: 671 Zum roten Adler, Rechte Wienzeile 15                                                         |
| ja    | Datei hochladen | Wohn- und Geschäftshaus HERIS-ID: 25572 Objekt-ID: 22007                                                                                         | Rechte Wienzeile 29 Standort KG: Wieden             | Identadresse Preßgasse 33. Dieses monumentale neoklassizistischen Mietshaus wurde zur Akzentuierung des Häuserblocks 1911/12 von Michael Rosenauer errichtet. Die Untergeschoße bilden die Geschäftszone, die Obergeschoße werden durch Lisenen zusammengefasst. | BDA-Hist.: Q37895015 Status: Bescheid Stand der BDA-Liste: 2025-06-30 Name: Wohn- und Geschäftshaus GstNr.: 820                                                                                                |
| ja    | Datei hochladen | Wohnhaus, Zum Goldenen Ochsen HERIS-ID: 6176 Objekt-ID: 2051                                                                                     | Resselgasse 5 Standort KG: Wieden                   | Dieses große spätbiedermeierliche Zinshaus wurde 1831 von Anton Hoppe erbaut. Die Fassade weist klassizistische Formen auf, das Haustor ist original. | BDA-Hist.: Q37882171 Status: Bescheid Stand der BDA-Liste: 2025-06-30 Name: Wohnhaus, Zum Goldenen Ochsen GstNr.: 657                                                                                          |
| ja    | Datei hochladen | Schutzengelbrunnen HERIS-ID: 25182 Objekt-ID: 21598 Wien Kulturgut: 43446                                                                        | bei Rilkeplatz 7 Standort KG: Wieden                | Der Brunnen wurde 1843–1846 von Sicardsburg und van der Nüll (Architektur) und J. Preleitner (figuraler Schmuck) errichtet. Über einem achteckigen Brunnenbecken mit metallgerahmtem Steinpfeiler befindet sich die Metallfigur eines Schutzengels, am Fuß des Pfeilers sind vier Drachen mit Wiener Wappen als Wasserspeier angebracht. | BDA-Hist.: Q1665393 Status: § 2a Stand der BDA-Liste: 2025-06-30 Name: Schutzengelbrunnen GstNr.: 1592/2 Schutzengelbrunnen                                                                                    |
| ja    | Datei hochladen | Volksschule und Neue Mittelschule HERIS-ID: 24023 Objekt-ID: 20396                                                                               | Schäffergasse 3 Standort KG: Wieden                 | Die Schule wurde 1949–1951 von Siegfried Theiss und Hans Jaksch erbaut und ist damit der erste Schulbau der Nachkriegszeit. Auf einem L-förmigen Grundriss erhebt sich ein sechsgeschoßiger Bau. Die Front ist blockhaft gestaffelt mit einem kleinteilig gefensterten risalitartigen Stiegenhaus, wozu die Breiterker mit Fensterbändern einen Gegenakzent bilden. | BDA-Hist.: Q37881081 Status: § 2a Stand der BDA-Liste: 2025-06-30 Name: Volksschule der Stadt Wien GstNr.: 978/1 Volksschule Schäffergasse                                                                     |
| ja    | Datei hochladen | Kommunaler Wohnbau der Gemeinde Wien HERIS-ID: 24722 Objekt-ID: 21128 Wiener Wohnen: 524                                                         | Schelleingasse 25 Standort KG: Wieden               | Dieser Gemeindebau wurde 1929 von Walter Cäsar Schwarz auf einem unregelmäßig S-förmigen Grundriss erbaut. Die zurückgestufte Eckfassade ist turmartig erhöht, der Bau hat einen gebänderten Sichtziegelsockel. Anmerkung: Bildet mit dem Gemeindebau Petzvalgasse 1–3 eine bauliche Einheit | BDA-Hist.: Q37886946 Status: § 2a Stand der BDA-Liste: 2025-06-30 Name: Kommunaler Wohnbau der Gemeinde Wien GstNr.: 1097/3                                                                                    |
| ja BW | Datei hochladen | Wohnung samt Interieur HERIS-ID: 6179 Objekt-ID: 2054                                                                                            | Schikanedergasse 12 Standort KG: Wieden             | Das Alphons Gidreau'sche Stiftungshaus ist ein strenghistoristisches Zinshaus mit vielachsiger additiv gegliederter Fassade, das 1875/76 von B. Schubert errichtet wurde. In einer Wohnung ist die strenghistoristische Ausstattung original erhalten (Tafel- und Sternparkett, Lambrien, Türen mit reich ornamentierten Füllungen und Holzkassettendecken). | BDA-Hist.: Q37882406 Status: Bescheid Stand der BDA-Liste: 2025-06-30 Name: Wohnung samt Interieur GstNr.: 798 Schikanedergasse 12, Vienna                                                                     |
| ja    | Datei hochladen | Miethaus HERIS-ID: 6182 Objekt-ID: 2057 | Schleifmühlgasse 20 Standort KG: Wieden             | Dieses biedermeierliche Zinshaus wurde 1837 erbaut. Die Hofseite weist in allen Geschoßen Pfeilerarkaden auf. | BDA-Hist.: Q37882737 Status: Bescheid Stand der BDA-Liste: 2025-06-30 Name: Miethaus GstNr.: 674 Schleifmühlgasse 20, Vienna                                                                                   |
| ja    | Datei hochladen | Alte Heumühle HERIS-ID: 6186 Objekt-ID: 2061 | Schönbrunner Straße 2 Standort KG: Wieden           | Im Hof dieser schlichten Zinskaserne aus dem Jahr 1848 befindet sich die Heumühle, die im Kern aus dem 16. Jahrhundert stammt und damals eine von mehreren am Mühlbach (einem Nebenfluss der Wien) war. | BDA-Hist.: Q1616493 Status: Bescheid Stand der BDA-Liste: 2025-06-30 Name: Alte Heumühle GstNr.: 840 Heumühle, Vienna, Austria                                                                                 |
| ja    | Datei hochladen | Haus der Wiener Kaufmannschaft HERIS-ID: 25553 Objekt-ID: 21985seit 2013                                                                         | Schwarzenbergplatz 14 Standort KG: Wieden           | Das Haus wurde 1902/03 von Ernst Gotthilf und Oskar Neumann in neobarocker Palastarchitektur erbaut, war aber von Anfang an als Bürohaus konzipiert. Die Platzfront weist einen flachen, mit ionischen Riesenpilastern gegliederten Mittelrisaliten auf, der von einer Attikabalustrade mit Vasen bekrönt ist. An den Kanten befinden sich Putti, daneben allegorische Figuren des Handels zu Land und zu Wasser, alle von Josef Heu | BDA-Hist.: Q58414522 Status: Bescheid Stand der BDA-Liste: 2025-06-30 Name: Haus der Wiener Kaufmannschaft GstNr.: 1703/6 Haus der Wiener Kaufmannschaft                                                       |
| ja    | Datei hochladen | Mietpalais HERIS-ID: 25536 Objekt-ID: 21968 | Schwindgasse 5 Standort KG: Wieden                  | Die Schwindgasse wurde nach 1870 angelegt, sie ist relativ einheitlich mit strenghistoristischen Mietshäusern der 1870er und 1880er Jahre verbaut. Dieses Haus in den Formen der Neu-Wiener Renaissance stammt von Heinrich Claus und Josef Gross aus dem Jahr 1873. | BDA-Hist.: Q37894724 Status: Bescheid Stand der BDA-Liste: 2025-06-30 Name: Mietpalais GstNr.: 24 Schwindgasse 5                                                                                               |
| ja    | Datei hochladen | Wohnhaus, Haus Sarg HERIS-ID: 25535 Objekt-ID: 21967                                                                                             | Schwindgasse 7 Standort KG: Wieden                  | Ebenso wie das Nebenhaus auf Schwindgasse 5 stammt das Haus von Claus und Gross aus dem Jahr 1873. Es ist ein durch eine große korinthische Pilasterordnung gegliedertes strenghistoristisches Mietspalais mit vasenbekrönter Attika. Eine Pilastergliederung gibt es auch im Foyer, das Treppenhaus weist geschmückten Paviment und ein Majolikabecken auf. Es war der Verkaufssitz des Chemieunternehmens F. A. Sarg’s Sohn & Co. | BDA-Hist.: Q37894698 Status: Bescheid Stand der BDA-Liste: 2025-06-30 Name: Wohnhaus, Haus Sarg GstNr.: 25/1 Schwindgasse 7                                                                                    |
| ja    | Datei hochladen | Volksschule der Stadt Wien HERIS-ID: 23325 Objekt-ID: 19677                                                                                      | St.-Elisabeth-Platz 8 Standort KG: Wieden           | Schule und Pfarrhof auf dem St.-Elisabeth-Platz wurden gemeinsam 1867/68 in gotisierenden Formen erbaut. Die Schule ist ein kubisch geschlossener Bau mit Ortsteinquaderung und Gesimsgliederung. Die Beletagefenster mit profiliertem Rahmen weisen Sturzgesimsverdachungen und Parapete mit Vierpassreliefs auf; der Portalvorbau hat Spitzbögen über Rundpfeilern mit Weinlaubkapitellen. | BDA-Hist.: Q37875683 Status: § 2a Stand der BDA-Liste: 2025-06-30 Name: Volksschule der Stadt Wien GstNr.: 361                                                                                                 |
| ja    | Datei hochladen | Pfarrhof HERIS-ID: 23324 Objekt-ID: 19676 | St.-Elisabeth-Platz 9 Standort KG: Wieden           | Der Pfarrhof wird durch Risalite und Dachgiebel gegliedert, zur Kirche hin befindet sich ein dreiseitiger spitzhelmgedeckter Risalit mit sternrippengewölbter Vorhalle hinter einem Spitzbogenportal. An der Gebäudekante befindet sich in einem fialenbekrönten Maßwerkbaldachin die Konsolenfigur Guter Hirte. | BDA-Hist.: Q37875670 Status: § 2a Stand der BDA-Liste: 2025-06-30 Name: Pfarrhof GstNr.: 360/1 Pfarrhof St. Elisabeth (Wien-Wieden)                                                                            |
| ja    | Datei hochladen | Kath. Pfarrkirche Hl. Elisabeth HERIS-ID: 26148 Objekt-ID: 22610                                                                                 | St.-Elisabeth-Platz 9 Standort KG: Wieden           | Diese auf einem Platz freistehende neugotische Kirche wurde 1859–1868 von Hermann von Bergmann erbaut und bereits 1866 geweiht. Sie ist vom Typ her eine Staffelkirche mit Querschiff, Polygonalchor und einen in die Achse der aufsteigenden Argentinierstraße gerichteten Achsenturm. Das krabbenbesetzte kielbogige Hauptportal zeigt die Heilige Elisabeth von Thüringen als Trumeaufigur mit Reliefszenen aus ihrem Leben, die Bauplastik stammt von Rudolf Zafouk, Franz Melnitzky und Johann Feßler. Die aus der Bauzeit stammende neugotische Einrichtung wurde von Josef Lippert entworfen. Das Hochaltarbild stammt von Franz Dobiaschofsky. | BDA-Hist.: Q2318104 Status: Bescheid Stand der BDA-Liste: 2025-06-30 Name: Kath. Pfarrkirche Hl. Elisabeth GstNr.: 359 St. Elisabeth-Kirche (Wien-Wieden)                                                      |
| ja    | Datei hochladen | Botschaft des Königreichs Spanien, ehem. Palais Adolf Ritter von Schenk HERIS-ID: 25555 Objekt-ID: 21987                                         | Theresianumgasse 21 Standort KG: Wieden             | Das ehemalige Palais Adolf Ritter von Schenk wurde 1888–1890 von Fellner & Helmer erbaut. Es ist ein späthistoristisches Wohnpalais mit Hausteinfassaden und einem Eckrisaliten im Stil der römischen Architektur des 17. Jahrhunderts. Das Erdgeschoß ist rustiziert, das seitliche Säulenportal hat einen bekrönenden Balkon. Die Beletage weist Dreieckgiebelverdachungen, Sturzfelder mit Masken- und Rankendekor, am Eckrisaliten befinden sich auf dieser Höhe große Rundbogenfenster zwischen gekuppelten korinthischen Halbsäulen, Balusterbalkone und verkröpftes Gebälk. | BDA-Hist.: Q37894812 Status: Bescheid Stand der BDA-Liste: 2025-06-30 Name: Botschaft des Königreichs Spanien, ehem. Palais Adolf Ritter von Schenk GstNr.: 403/1 Palais Adolf Ritter von Schenk               |
| ja    | Datei hochladen | Stadtpalais, Apostolische Nuntiatur HERIS-ID: 26152 Objekt-ID: 22614                                                                             | Theresianumgasse 31 Standort KG: Wieden             | Dieses repräsentative nachhistoristische Palais in Form eines römischen Cinquecento-Palastes wurde 1911–1913 von Pietro Palumbo im Auftrag von Pius X. erbaut. Es hat eine breitgelagerte dreigeschoßige Fassade mit Ädikulafenstern und alternierenden Segment- und Dreiecksgiebeln in der Beletage. In der Mittelachse befinden sich oberhalb des Balkons die Wappen des Papstes und der k.u.k. Monarchie. Die Einfahrt weist ein kassettiertes Tonnengewölbe auf. | BDA-Hist.: Q2047259 Status: § 2a Stand der BDA-Liste: 2025-06-30 Name: Stadtpalais, Apostolische Nuntiatur GstNr.: 415/1 Palais der Apostolischen Nuntiatur                                                    |
| ja    | Datei hochladen | Ehem. Palais Dobner-Dobenau, Palais Hohenlohe HERIS-ID: 26153 Objekt-ID: 22615                                                                   | Theresianumgasse 33 Standort KG: Wieden             | Dieses zweigeschoßige frühhistoristische Palais in Neorenaissance-Formen wurde 1831/32 von Anton Grünn erbaut und 1858–1862 mehrmals erweitert und umgestaltet. Es hat einen fünfzehn Achsen breiten Straßentrakt mit flachen, überhöhten Mittelrisaliten und einem Balkon oberhalb des Eingangsportals. | BDA-Hist.: Q2047009 Status: Bescheid Stand der BDA-Liste: 2025-06-30 Name: Ehem. Palais Dobner-Dobenau, Palais Hohenlohe GstNr.: 416 Palais Hohenlohe                                                          |
| ja    | Datei hochladen | Wohnhaus, Ehem. Palais Colloredo HERIS-ID: 24024 Objekt-ID: 20397                                                                                | Waaggasse 4 Standort KG: Wieden                     | Das Gartenpalais mit einem U-förmigen Ehrenhof gegen die Straße wurde vermutlich 1697 erbaut, 1820 verändert und 1874 durch Theodor Hoppe umgebaut, der den Straßentrakt errichtete. Straßenseitig erscheint das Palais als strenghistoristisches Mietshaus in den Formen der römischen Hochrenaissance, wobei das Erdgeschoß mit Quadersteinen und die oberen Geschoße mit Sichtziegelverkleidung gestaltet sind. Der Hof ist rechteckig mit lisenengegliederten Fassaden, darin befindet sich das ursprüngliche Palais, das zum Hof hin einen Ädikulavorbau mit Flugdach hat. Gartenseitig hat das Palais einen dreiachsigen Mittelrisaliten, wobei das genutete Erdgeschoß Rundbogenarkaden und die Beletage Rundbogenfenster mit Segmentverdachungen und eine Riesenpilasterordnung aufweist. | BDA-Hist.: Q1778028 Status: § 2a Stand der BDA-Liste: 2025-06-30 Name: Wohnhaus, Ehem. Palais Colloredo GstNr.: 723/1 Palais Colloredo                                                                         |
| ja    | Datei hochladen | Bundesrealgymnasium Waltergasse HERIS-ID: 23820 Objekt-ID: 20185                                                                                 | Waltergasse 7 Standort KG: Wieden                   | Das Gymnasium wurde 1853–1855 von Ferdinand Fellner dem Älteren erbaut und ist eines der frühesten Realschulgebäude Wiens. Es ist ein dreigeschoßiger Bau über einem T-förmigen Grundriss: in der Mitte der Hauptfassade befindet sich ein stark hervorstehender Mittelrisalit. Der Fassadendekor wurde zwischenzeitlich entfernt. | BDA-Hist.: Q37879293 Status: § 2a Stand der BDA-Liste: 2025-06-30 Name: Bundesrealgymnasium Waltergasse GstNr.: 432 Bundesrealgymnasium Waltergasse                                                            |
| ja    | Datei hochladen | Teilabschnitt des Linienwalls HERIS-ID: 111183 Objekt-ID: 128971                                                                                 | Weyringergasse 13 Standort KG: Wieden               | Der Linienwall wurde in den Jahren nach 1704 als palisadenverstärkter Erdwall zum Schutz der Vorstädte gegen die Kuruzzen errichtet und 1738 zusätzlich mit Ziegeln ausgemauert. Er diente nicht nur als zweite Verteidigungsanlage Wiens, sondern auch als Zollgrenze. Daher wurde er erst nach 1890, als der Beschluss gefallen war, die Vororte einzugemeinden, geschleift. Dieses Relikt ist eines von dreien in Wien, die beiden anderen befinden sich im 3. Bezirk. | BDA-Hist.: Q37822473 Status: Bescheid Stand der BDA-Liste: 2025-06-30 Name: Teilabschnitt des Linienwalls GstNr.: 260/6, 260/20 Reste des Linienwalls, Weyringergasse 13                                       |
| ja    | Datei hochladen | Kommunaler Wohnbau HERIS-ID: 24011 Objekt-ID: 20384                                                                                              | Weyringergasse 16–18 Standort KG: Wieden            | Dieser Gemeindebau wurde 1928/29 von Felix Angelo Pollak gebaut. Die Gliederung der Fassade erfolgt durch loggienartige Balkone. In den 2010er Jahren an die gemeindeeigene WISEG ausgegliedert, fungiert nicht mehr als Wiener Gemeindebau. | BDA-Hist.: Q37880966 Status: § 2a Stand der BDA-Liste: 2025-06-30 Name: Kommunaler Wohnbau GstNr.: 235/4 Wohnhausanlage Weyringergasse 16-18                                                                   |
| ja    | Datei hochladen | Bürohaus HERIS-ID: 24025 Objekt-ID: 20398 | Wiedner Gürtel 12 Standort KG: Wieden               | Dieser monumentale ärarische Eckbau wurde 1906/07 von Ferdinand Pichler für den Pensionsfonds der k.k. privaten Südbahngesellschaft errichtet. Ab dem zweiten Obergeschoß ist die Fassade von einer Riesenpilasterordnung überzogen. Am Mittelrisaliten befindet sich eine hohe Attika und Segmentgiebel, auf der Fassade zur Mommsengasse befindet sich ein Eisenbahn-Emblem. Die Foyers und Stiegenhäuser sind mit Ätzglasfenstern ausgestattet. Anmerkung: Identadresse Mommsengasse 30–32 | BDA-Hist.: Q37881113 Status: Bescheid Stand der BDA-Liste: 2025-06-30 Name: Bürohaus GstNr.: 1256/30 |
| ja    | Datei hochladen | Hotel Prinz Eugen HERIS-ID: 206277seit 2022 | Wiedner Gürtel 14 Standort KG: Wieden               | Das Hotel wurde 1957/58 von Georg Lippert erbaut und ist beispielhaft für die Formensprache der späten 1950er. | BDA-Hist.: Q111410522 Status: Bescheid Stand der BDA-Liste: 2025-06-30 Name: Hotel Prinz Eugen GstNr.: 1256/4 Hotel Prinz Eugen, Vienna                                                                        |
| ja    | Datei hochladen | Wohnhausanlage der Gemeinde Wien, Südtiroler Hof HERIS-ID: 4733 Objekt-ID: 589 Wiener Wohnen: 90                                                 | Wiedner Gürtel 38–40 Standort KG: Wieden            | Dieser Gemeindebau wurde 1927/28 von Karl Ernst und Josef Hahn errichtet. Die Straßenfassaden sind unregelmäßig, wobei am Wiedner Gürtel Balkonreihen mit geknickten Brüstungen und in der Schelleingasse Kanterker und überecklaufende Gesimse dominieren. Anmerkung: Identadresse Schelleingasse 9-15 | BDA-Hist.: Q38050549 Status: § 2a Stand der BDA-Liste: 2025-06-30 Name: Wohnhausanlage der Gemeinde Wien, Südtiroler Hof GstNr.: 260/5 Südtiroler Hof                                                          |
| ja    | Datei hochladen | Wohnhaus, ehem. Hotel Goldenes Lamm HERIS-ID: 22471 Objekt-ID: 18804                                                                             | Wiedner Hauptstraße 7 Standort KG: Wieden           | Dieses ehemalige Hotel wurde 1760 erbaut und 1823 von Josef Klee aufgestockt. Die frühhistoristische Fassade stammt aus den Jahren zwischen 1850 und 1860. | BDA-Hist.: Q55185660 Status: Bescheid Stand der BDA-Liste: 2025-06-30 Name: Wohnhaus, ehem. Hotel Goldenes Lamm GstNr.: 655 Hotel Goldenes Lamm, Wiedner Hauptstraße                                           |
| ja    | Datei hochladen | ehem. Gasthof Stadt Ödenburg/heute Teil d. Techn. Universität HERIS-ID: 22472 Objekt-ID: 18805                                                   | Wiedner Hauptstraße 9 Standort KG: Wieden           | Das Gebäude stammt aus der zweiten Hälfte des 18. Jahrhunderts, es hat einen langgezogenen Hoftrakt mit Pawlatschen. | BDA-Hist.: Q55185620 Status: Bescheid Stand der BDA-Liste: 2025-06-30 Name: ehem. Gasthof Stadt Ödenburg/heute Teil d. Techn. Universität GstNr.: 654 Gasthof Stadt Ödenburg                                   |
| ja    | Datei hochladen | Wohn- und Geschäftshaus, Habig-Hof HERIS-ID: 25643 Objekt-ID: 22079                                                                              | Wiedner Hauptstraße 15, 17 Standort KG: Wieden      | Der Hof ist eine Zusammenfassung älterer Gebäude, die 1896/97 von Heinrich Adam zusammengefasst und neu fassadiert wurden. Er hat nunmehr die Form eines späthistoristischen Mietshauses mit Risalit- und Erkergliederung, der Dekor weist neomanieristische Elemente auf. Das Geschäftslokal der Hutfabrik P. & C. Habig ist original erhalten. | BDA-Hist.: Q1566895 Status: Bescheid Stand der BDA-Liste: 2025-06-30 Name: Wohn- und Geschäftshaus, Habig Hof GstNr.: 603, 617/1, 600 Habig-Hof                                                                |
| ja    | Datei hochladen | Figur, Maria Immaculata HERIS-ID: 6168 Objekt-ID: 2043 Wien Kulturgut: 43445                                                                     | bei Wiedner Hauptstraße 19 Standort KG: Wieden      | Diese Steinfigur aus der 2. Hälfte des 18. Jahrhunderts wurde vor der Paulanerkirche sekundär aufgestellt. | BDA-Hist.: Q37881298 Status: § 2a Stand der BDA-Liste: 2025-06-30 Name: Figur, Maria Immaculata GstNr.: 1592/1 Maria-Immaculata-Statue, Irene-Harand-Platz, Vienna                                             |
| ja    | Datei hochladen | Kath. Pfarrkirche zu den Hl. Schutzengeln, Paulanerkirche HERIS-ID: 23040 Objekt-ID: 19388                                                       | Wiedner Hauptstraße 21 Standort KG: Wieden          | Die Kirche wurde als Klosterkirche der Paulaner 1627–1651 von einem nicht mehr bekannten Architekten erbaut, der Turm wurde 1717 hinzugefügt. Der Orden wurde 1784 aufgelöst, einige Jahre danach wurde auch der größte Teil des Klosters abgerissen. Es handelt sich um eine frühbarocke Saalkirche mit Seitenkapellen und stadtseitiger Nordfassade, die durch toskanische Pilaster gegliedert und von einem Dreiecksgiebel bekrönt ist. Im Chorraum befinden sich Wandmalereien aus ungefähr 1720/1730, die Carlo Carlone zugeschrieben werden. Der dreiachsige, die gesamte Chorwand füllende Hochaltar stammt aus dem Jahr 1717, das Hochaltarbild (Schutzengel) von Josef von Hempel allerdings erst aus 1844. | BDA-Hist.: Q2063623 Status: § 2a Stand der BDA-Liste: 2025-06-30 Name: Kath. Pfarrkirche zu den Hl. Schutzengeln, Paulanerkirche GstNr.: 548 Paulanerkirche (Vienna)                                           |
| ja    | Datei hochladen | Wohnhaus, „Zum Silbernen Löwen“ inkl. Reste d. Gartenhäuschens HERIS-ID: 22474 Objekt-ID: 18807                                                  | Wiedner Hauptstraße 32 Standort KG: Wieden          | Das Haus wurde gegen Ende des 18. Jahrhunderts erbaut und mehrfach verändert. Es war das Wohnhaus von Christoph Willibald Gluck, Umrisse seines Gartenhäuschens sind im Innenhof gegen das Haus Waaggasse 4 noch sichtbar | BDA-Hist.: Q55185723 Status: Bescheid Stand der BDA-Liste: 2025-06-30 Name: Wohnhaus, "Zum Silbernen Löwen" inkl. Reste d. Gartenhäuschens GstNr.: 719 Zum Silbernen Löwen                                     |
| ja    | Datei hochladen | Wohn- und Geschäftshaus, Zu den zwei goldenen Löwen HERIS-ID: 22477 Objekt-ID: 18810                                                             | Wiedner Hauptstraße 36 Standort KG: Wieden          | Dieses frühhistoristische Zinshaus mit additiver Gliederung wurde 1838 von Anton Hoppe erbaut. Der Wandbrunnen in der Einfahrt stammt aus 1950. Im Hof ist eine Madonnenstatue aus der Zeit um 1330 zu sehen, deren Kopf von Franz Barwig dem Jüngeren ergänzt wurde. | BDA-Hist.: Q55185602 Status: Bescheid Stand der BDA-Liste: 2025-06-30 Name: Wohn- und Geschäftshaus, Zu den zwei goldenen Löwen GstNr.: 722 Zu den zwei goldenen Löwen                                         |
| ja    | Datei hochladen | Altes Paulaner Zinshaus HERIS-ID: 23796 Objekt-ID: 20159                                                                                         | Wiedner Hauptstraße 37 Standort KG: Wieden          | Das Haus wurde 1775 auf dem Grund des Paulanerklosters erbaut und 1843 umgestaltet. Es hat eine biedermeierliche Fassade mit einem seichten Mittelrisaliten, der ionische Riesenpilaster und Dreieckgiebelverdachungen aufweist. Das korbbogige Portal hat ein Platzlgewölbe und eine aufwändige Rahmung. | BDA-Hist.: Q55185821 Status: Bescheid Stand der BDA-Liste: 2025-06-30 Name: Altes Paulaner Zinshaus GstNr.: 532/1 Altes Paulaner Zinshaus, Wiedner Hauptstraße 37                                              |
| ja    | Datei hochladen | Geschäftslokal Naber Kaffee HERIS-ID: 112572 Objekt-ID: 130779seit 2016                                                                          | Wiedner Hauptstraße 40 Standort KG: Wieden          | Fassade und Einrichtung dieses Espresso-Lokals stammen aus dem Jahr 1955 von Ernst Otto Hofmann. | BDA-Hist.: Q37831718 Status: Bescheid Stand der BDA-Liste: 2025-06-30 Name: Geschäftslokal Naber Kaffee GstNr.: 985                                                                                            |
| ja    | Datei hochladen | Wohnhaus HERIS-ID: 22480seit 2022 | Wiedner Hauptstraße 46 Standort KG: Wieden          | Das späthistoristische Zinshaus in Neorenaissance-Formen mit palaisartiger Fassade wurde 1895 von Fellner und Helmer erbaut. | BDA-Hist.: Q112875034 Status: Bescheid Stand der BDA-Liste: 2025-06-30 Name: Wohnhaus GstNr.: 987 |
| ja    | Datei hochladen | Wohnhaus HERIS-ID: 25375 Objekt-ID: 21802 | Wiedner Hauptstraße 50 Standort KG: Wieden          | Dieses Biedermeier-Zinshaus mit klassizistischen Fassadenformen wurde 1834 von Georg Schiemann erbaut. Es hat einen seichten Mittelrisaliten mit ionischen Riesenpilastern und ist zur Wiedner Hauptstraße hin mit einem Dreiecksgiebel überhöht. Das Eckrelief von Franz Barwig d. J. nimmt auf die Oper Der Waffenschmied von Albert Lortzing Bezug, dessen Wohnhaus dies war. | BDA-Hist.: Q55185933 Status: Bescheid Stand der BDA-Liste: 2025-06-30 Name: Wohnhaus GstNr.: 997 Wiedner Hauptstraße 50                                                                                        |
| ja    | Datei hochladen | Wohn- und Geschäftshaus, Zum grünen Kranz HERIS-ID: 22481 Objekt-ID: 18814                                                                       | Wiedner Hauptstraße 51 Standort KG: Wieden          | Das Haus ist ein Beispiel eines Biedermeier-Pawlatschenhauses. Es wurde 1824 von Alois Hildwein errichtet und 1837 von Anton Hoppe aufgestockt. | BDA-Hist.: Q55185779 Status: Bescheid Stand der BDA-Liste: 2025-06-30 Name: Wohn- und Geschäftshaus, Zum grünen Kranz GstNr.: 518 Wiedner Hauptstraße 51                                                       |
| ja    | Datei hochladen | Engelbrunnen HERIS-ID: 22469 Objekt-ID: 18802 Wien Kulturgut: 43456                                                                              | vor Wiedner Hauptstraße 55 Standort KG: Wieden      | Der Brunnen wurde 1893 von Anton Paul Wagner errichtet. Ein Steinpfeiler mit metallener Mädchenfigur wird von angeketteten Männerfiguren flankiert, die als Wasserspeicher dienen. Darunter befinden sich zwei von Gittern eingefasste steinerne Rundbecken. | BDA-Hist.: Q1342032 Status: § 2a Stand der BDA-Liste: 2025-06-30 Name: Engelbrunnen GstNr.: 1592/1 Engelbrunnen                                                                                                |
| ja    | Datei hochladen | Wohn- und Geschäftshaus HERIS-ID: 25181 Objekt-ID: 21597                                                                                         | Wiedner Hauptstraße 60B Standort KG: Wieden         | Das Haus ist Teil eines Komplexes ehemalig vorstädtischer Verbauung an der Stelle eines Armenhauses. Es wurde in der zweiten Hälfte des 18. Jahrhunderts erbaut und weist eine Lisenengliederung auf. Der Hoftrakt weist einen spätbarocken Mittelrisaliten auf, der möglicherweise mit dem Hofrisaliten der Villa Wiesenthal identisch ist. | BDA-Hist.: Q55186310 Status: Bescheid Stand der BDA-Liste: 2025-06-30 Name: Wohn- und Geschäftshaus GstNr.: 1025/30 Wohn- und Geschäftshaus, Wiedner Hauptstraße 60b                                           |
| ja    | Datei hochladen | Wohnhaus HERIS-ID: 5282 Objekt-ID: 1144 | Wiedner Hauptstraße 65 Standort KG: Wieden          | Identadresse Schönburgstraße 2. Dieses strenghistoristische Zinshaus mit abgeschrägter Kante und dekorativ gestaltetem Obergeschoß wurde 1875/76 erbaut und ist ein Frühwerk Otto Wagners. | BDA-Hist.: Q55186138 Status: Bescheid Stand der BDA-Liste: 2025-06-30 Name: Wohnhaus GstNr.: 1112/1 Wiedner Hauptstraße 65                                                                                     |
| ja    | Datei hochladen | Ehem. Piaristenkloster- und Volksschule HERIS-ID: 25185 Objekt-ID: 21601                                                                         | Wiedner Hauptstraße 82 Standort KG: Wieden          | Die westlich an die Kirche anschließende mehrflügelige Anlage wurde 1753–1757 von Mathias Gerl erbaut. Sie schließt in rechtem Winkel an die Kirche an. Die Front ist dreigeschoßig mit genutetem Sockel und Rahmengliederung in den beiden Obergeschoßen. Die leicht hervortretende Mitteltravée ist durch einen Dreiecksgiebel betont. | BDA-Hist.: Q37890971 Status: § 2a Stand der BDA-Liste: 2025-06-30 Name: Ehem. Piaristenkloster- und Volksschule GstNr.: 1050/1                                                                                 |
| ja    | Datei hochladen | Kath. Pfarrkirche, Theklakirche HERIS-ID: 23041 Objekt-ID: 19389                                                                                 | Wiedner Hauptstraße 82 Standort KG: Wieden          | Die Theklakirche ist die ehemalige Kirche der Piaristen. Es ist eine spätbarocke kubische Saalkirche, die mit dem Gebäude des Kollegiums einen Vorplatz zur Straße hin bildet. Sie wurde so wie das Kollegium 1753–1757 von Mathias Gerl erbaut. Die dreiachsige zur Stadt gerichtete Nordseite weist einen Fassadenturm zwischen vasenbesetzten Ansatzvoluten und mit rundbogigen Schallfenstern auf. Die Altarbilder stammen von Felix Ivo Leicher, der Stuckdekor von Jakob Philipp Kegelsperger. Anmerkung: Identadresse Ziegelofengasse 2 | BDA-Hist.: Q2323339 Status: § 2a Stand der BDA-Liste: 2025-06-30 Name: Kath. Pfarrkirche, Theklakirche GstNr.: 1051 Sankt Thekla church (Vienna)                                                               |
| ja    | Datei hochladen | ehem. Stadtbahn – Teilbereich der heutigen U4 HERIS-ID: 111243 Objekt-ID: 129035                                                                 | Standort KG: Wieden                                 | Die Stadtbahn wurde ab 1892 im Zuge der Regulierung von Donaukanal und Wienfluss geplant, ästhetischer Beirat war seit 1894 Otto Wagner. Er plante mit seinen Mitarbeitern Unterbau, Hochbauten (Stützmauern, Brücken, Tunnelportale, Viadukte, Stationen) und Details (Geländer, Gitter, Tore, Möbel, Beleuchtungsköper etc.) aller Stadtbahnlinien. Es entstanden nach sechs Jahren Bauzeit etwa vierzig Bahnkilometer mit 36 Stationen im Stil des Späthistorismus mit Jugendstilelementen. Von 1969 bis 1989 wurde das System modernisiert und schrittweise in das U-Bahn-Netz integriert. In der Wieden wird die Stadtbahn hauptsächlich unterirdisch entlang des untertunnelten Wienflusses geführt, ein kurzes Einschnittstück gibt es am Naschmarkt. | BDA-Hist.: Q37822851 Status: Bescheid Stand der BDA-Liste: 2025-06-30 Name: ehem. Stadtbahn – Teilbereich der heutigen U4 GstNr.: 1679 Vienna Stadtbahn architecture                                           |
| ja    | Datei hochladen | Wientalverbauung HERIS-ID: 111779 Objekt-ID: 129789seit 2016                                                                                     | Standort KG: Wieden                                 | Die Regulierung des Wienflusses erfolgte in den Jahren 1894–1904, wo der größte Teil des Flusses in ein Betonbett gelegt wurde. Projektleiter waren Rudolf Krieghammer und Ludwig Leupschitz sowie Friedrich Ohmann und Josef Hackhofer (baukünstlerische Leitung). Otto Wagners Idee, den Fluss einzuwölben, um eine Prachtstraße zu errichten, wurde nur in einem Teilstück entsprochen. | BDA-Hist.: Q37826650 Status: Bescheid Stand der BDA-Liste: 2025-06-30 Name: Wientalverbauung GstNr.: 1595/9, 1703/73                                                                                           |